# René Tauš
René Tauš (1971) es un deportista checo que compitió en tenis de mesa adaptado. Ganó una medalla de oro en los Juegos Paralímpicos de Atenas 2004 en la prueba de equipo (clase 5).

## Palmarés internacional
| Juegos Paralímpicos | Juegos Paralímpicos | Juegos Paralímpicos | Juegos Paralímpicos |
| Año                 | Lugar               | Medalla             | Prueba              |
| ------------------- | ------------------- | ------------------- | ------------------- |
| 2004                | Atenas (Grecia)     | Medalla de oro      | Equipo 5            |